# Asiatosaurus
Asiatosaurus ("asijský ještěr") byl rod obřího býložravého sauropodního dinosaura, žijícího v období rané křídy (geologický věk apt) na území dnešní Číny a Mongolska.

## Rozměry
V současnosti jsou z tohoto rodu známy pouze fosilní zuby (kat. otn. AMNH 6264), které neposkytují dostatečně přesnou představu o klasifikaci nebo velikosti tohoto sauropoda. Podle mírně spekulativních údajů v knize o sauropodech od Moliny-Pereze a Larramendiho byl právě Asiatosaurus možná nejvyšším známým dinosaurem, a to s výškou až kolem 17,5 metru. Délka pak podle jejich výpočtů činila 31 metrů, výška ve hřbetu 6 metrů a hmotnost asi 45 tun.

## Historie
Typový druh A. mongolensis byl popsán paleontologem H. F. Osbornem v roce 1924. V roce 1975 byl pak čínskými paleontology Houem, Yehem a Zhaem popsán další druh A. kwangshiensis. Oba druhy jsou dnes obecně považovány za nomina dubia. Ve skutečnosti se může jednat o zástupce rodu Euhelopus.